# Enderleinellidae
Enderleinellidae es una familia de piojos de la corteza, piojos de los libros y piojos parásitos en el orden Psocodea. Existen 5 géneros y más de 50 especies en Enderleinellidae.

## Géneros
Estos cinco géneros pertenecen a la familia Enderleinellidae:
- Atopophthirus Kim, 1977
- Enderleinellus Fahrenholz, 1912
- Microphthirus Ferris, 1919
- Phthirunculus Kuhn & Ludwig, 1965
- Werneckia Ferris, 1951